# Potentilla chionea
Potentilla chionea är en rosväxtart som beskrevs av Sojak. Potentilla chionea ingår i Fingerörtssläktet som ingår i familjen rosväxter.

## Underarter
Arten delas in i följande underarter:
- P. c. chadchalica
- P. c. congesta
- P. c. malyschevii
- P. c. sericeoides